# Confidential Mission
Confidential Mission est un jeu vidéo de tir au pistolet développé par Hitmaker et commercialisé par Sega en 2000 sur borne d'arcade. Le jeu a été converti sur Dreamcast en 2001.